# Linia kolejowa nr 541
Linia kolejowa nr 541 − pierwszorzędna, zelektryfikowana, w większości dwutorowa linia kolejowa znaczenia państwowego łącząca stację Łódź Widzew ze stacją Łódź Olechów.
W 1941 r. linia została otwarta jako jednotorowa; następnie dobudowano drugi tor, a w 1956 r. została zelektryfikowana. Po 1990 r. została zamknięta dla ruchu pasażerskiego; do 2019 r. odbywał się na niej tylko ruch pociągów towarowych. Od rozkładu jazdy 2019/2020 została ponownie otwarta dla ruchu pasażerskiego.